# Liste des champions voleurs de buts des Ligues majeures de baseball
La liste des champions voleurs de buts des Ligues majeures de baseball est la liste des joueurs de baseball, en Ligue nationale et en Ligue américaine qui sont les deux composantes des Ligues majeures de baseball (MLB) en Amérique du Nord, ayant totalisé le plus grand nombre de buts volés au cours d'une saison donnée.
Le record du plus grand nombre de buts volés en une saison depuis 1901 est détenu par Rickey Henderson, pour les Athletics d'Oakland de la Ligue américaine, avec un total de 130 buts volés en 1982. En Ligue nationale, c'est Lou Brock qui détient le record avec un total de 118 buts volés pour les Cardinals de Saint-Louis en 1974. Le plus haut total de buts volés en une saison est de 138 par Hugh Nicol pour les Red Stockings de Cincinnati en 1887, mais n'est habituellement pas reconnu comme un record puisque la définition du vol de but à cette époque a peu en commun avec la définition actuelle.

## Le vol de but
Au baseball, un but volé est accordée à un coureur qui avance d'un but (ou base) alors que le frappeur n'a pas mis la balle en jeu et que la défensive ne commet pas d'erreur permettant au coureur d'avancer.
Il est important de mentionner qu'au XIXe siècle, les buts volés n'étaient crédités que lorsqu'un coureur atteignait un but supplémentaire sur un coup sûr. Par exemple, si un simple était frappé et que le coureur au premier but poursuivait sa course jusqu'au troisième but, plutôt que de n'avancer que d'un seul coussin pour atteindre le deuxième, il était crédité d'un vol de but. Ce règlement fausse les données puisque les totaux de vols de buts des joueurs de cette époque sont beaucoup plus élevés que ce qu'ils devraient être selon les règles actuelles. La définition du vol de but telle qu'on la connaît aujourd'hui est celle établie en 1898.

## Liste des champions voleurs de buts

### Depuis 1901
L'année 1901 voit l'intégration de la Ligue américaine au sein des ligues majeures.
|       | Ligue nationale             | Ligue nationale                              | Ligue nationale | Ligue américaine            | Ligue américaine                              | Ligue américaine |
| Année | Joueur                      | Équipe                                       | Buts volés      | Joueur                      | Équipe                                        | Buts volés       |
| ----- | --------------------------- | -------------------------------------------- | --------------- | --------------------------- | --------------------------------------------- | ---------------- |
| 1901  | Honus Wagner                | Pirates de Pittsburgh                        | 49              | Frank Isbell                | White Sox de Chicago                          | 52               |
| 1902  | Honus Wagner                | Pirates de Pittsburgh                        | 42              | Toppy Hartsel               | Athletics de Philadelphie                     | 47               |
| 1903  | Frank Chance Jimmy Sheckard | Cubs de Chicago Brooklyn Superbas            | 67              | Harry Bay                   | Naps de Cleveland                             | 45               |
| 1904  | Honus Wagner                | Pirates de Pittsburgh                        | 53              | Harry Bay Elmer Flick       | Naps de Cleveland                             | 38               |
| 1905  | Art Devlin Billy Maloney    | Giants de New York Cubs de Chicago           | 59              | Danny Hoffman               | Athletics de Philadelphie                     | 46               |
| 1906  | Frank Chance                | Cubs de Chicago                              | 57              | John Anderson Elmer Flick   | Senators de Washington Naps de Cleveland      | 39               |
| 1907  | Honus Wagner                | Pirates de Pittsburgh                        | 61              | Ty Cobb                     | Tigers de Detroit                             | 53               |
| 1908  | Honus Wagner                | Pirates de Pittsburgh                        | 53              | Patsy Dougherty             | White Sox de Chicago                          | 47               |
| 1909  | Bob Bescher                 | Reds de Cincinnati                           | 54              | Ty Cobb                     | Tigers de Detroit                             | 76               |
| 1910  | Bob Bescher                 | Reds de Cincinnati                           | 70              | Eddie Collins               | Athletics de Philadelphie                     | 81               |
| 1911  | Bob Bescher                 | Reds de Cincinnati                           | 81              | Ty Cobb                     | Tigers de Detroit                             | 83               |
| 1912  | Bob Bescher                 | Reds de Cincinnati                           | 67              | Clyde Milan                 | Senators de Washington                        | 88               |
| 1913  | Max Carey                   | Pirates de Pittsburgh                        | 61              | Clyde Milan                 | Senators de Washington                        | 75               |
| 1914  | George Burns                | Giants de New York                           | 62              | Fritz Maisel                | Yankees de New York                           | 74               |
| 1915  | Max Carey                   | Pirates de Pittsburgh                        | 36              | Ty Cobb                     | Tigers de Detroit                             | 96               |
| 1916  | Max Carey                   | Pirates de Pittsburgh                        | 63              | Ty Cobb                     | Tigers de Detroit                             | 68               |
| 1917  | Max Carey                   | Pirates de Pittsburgh                        | 46              | Ty Cobb                     | Tigers de Detroit                             | 55               |
| 1918  | Max Carey                   | Pirates de Pittsburgh                        | 58              | George Sisler               | Browns de Saint-Louis                         | 45               |
| 1919  | George Burns                | Giants de New York                           | 40              | Eddie Collins               | White Sox de Chicago                          | 33               |
| 1920  | Max Carey                   | Pirates de Pittsburgh                        | 51              | Sam Rice                    | Senators de Washington                        | 63               |
| 1921  | Frankie Frisch              | Giants de New York                           | 49              | George Sisler               | Browns de Saint-Louis                         | 35               |
| 1922  | Max Carey                   | Pirates de Pittsburgh                        | 51              | George Sisler               | Browns de Saint-Louis                         | 51               |
| 1923  | Max Carey                   | Pirates de Pittsburgh                        | 51              | Eddie Collins               | White Sox de Chicago                          | 48               |
| 1924  | Max Carey                   | Pirates de Pittsburgh                        | 49              | Eddie Collins               | White Sox de Chicago                          | 42               |
| 1925  | Max Carey                   | Pirates de Pittsburgh                        | 46              | Johnny Mostil               | White Sox de Chicago                          | 43               |
| 1926  | Kiki Cuyler                 | Pirates de Pittsburgh                        | 35              | Johnny Mostil               | White Sox de Chicago                          | 35               |
| 1927  | Frankie Frisch              | Cardinals de Saint-Louis                     | 48              | George Sisler               | Browns de Saint-Louis                         | 27               |
| 1928  | Kiki Cuyler                 | Cubs de Chicago                              | 37              | Buddy Myer                  | Red Sox de Boston                             | 30               |
| 1929  | Kiki Cuyler                 | Cubs de Chicago                              | 43              | Charlie Gehringer           | Tigers de Detroit                             | 27               |
| 1930  | Kiki Cuyler                 | Cubs de Chicago                              | 37              | Marty McManus               | Tigers de Detroit                             | 23               |
| 1931  | Frankie Frisch              | Cardinals de Saint-Louis                     | 28              | Ben Chapman                 | Yankees de New York                           | 61               |
| 1932  | Chuck Klein                 | Phillies de Philadelphie                     | 20              | Ben Chapman                 | Yankees de New York                           | 38               |
| 1933  | Pepper Martin               | Cardinals de Saint-Louis                     | 26              | Ben Chapman                 | Yankees de New York                           | 27               |
| 1934  | Pepper Martin               | Cardinals de Saint-Louis                     | 23              | Billy Werber                | Red Sox de Boston                             | 40               |
| 1935  | Augie Galan                 | Cubs de Chicago                              | 22              | Billy Werber                | Red Sox de Boston                             | 29               |
| 1936  | Pepper Martin               | Cardinals de Saint-Louis                     | 23              | Lyn Lary                    | Browns de Saint-Louis                         | 37               |
| 1937  | Augie Galan                 | Cubs de Chicago                              | 23              | Ben Chapman Billy Werber    | Senators et Red Sox Athletics de Philadelphie | 35               |
| 1938  | Stan Hack                   | Cubs de Chicago                              | 16              | Frankie Crosetti            | Yankees de New York                           | 27               |
| 1939  | Stan Hack Lee Handley       | Cubs de Chicago Pirates de Pittsburgh        | 17              | George Case                 | Senators de Washington                        | 51               |
| 1940  | Lonny Frey                  | Reds de Cincinnati                           | 22              | George Case                 | Senators de Washington                        | 35               |
| 1941  | Danny Murtaugh              | Phillies de Philadelphie                     | 18              | George Case                 | Senators de Washington                        | 33               |
| 1942  | Pete Reiser                 | Dodgers de Brooklyn                          | 20              | George Case                 | Senators de Washington                        | 44               |
| 1943  | Arky Vaughan                | Dodgers de Brooklyn                          | 20              | George Case                 | Senators de Washington                        | 61               |
| 1944  | Johnny Barrett              | Pirates de Pittsburgh                        | 28              | Snuffy Stirnweiss           | Yankees de New York                           | 55               |
| 1945  | Red Schoendienst            | Cardinals de Saint-Louis                     | 26              | Snuffy Stirnweiss           | Yankees de New York                           | 33               |
| 1946  | Pete Reiser                 | Dodgers de Brooklyn                          | 34              | George Case                 | Indians de Cleveland                          | 28               |
| 1947  | Jackie Robinson             | Dodgers de Brooklyn                          | 29              | Bob Dillinger               | Browns de Saint-Louis                         | 24               |
| 1948  | Richie Ashburn              | Phillies de Philadelphie                     | 32              | Bob Dillinger               | Browns de Saint-Louis                         | 28               |
| 1949  | Jackie Robinson             | Dodgers de Brooklyn                          | 37              | Bob Dillinger               | Browns de Saint-Louis                         | 20               |
| 1950  | Sam Jethroe                 | Braves de Boston                             | 35              | Dom DiMaggio                | Red Sox de Boston                             | 15               |
| 1951  | Sam Jethroe                 | Braves de Boston                             | 35              | Minnie Miñoso               | Indians et White Sox                          | 31               |
| 1952  | Pee Wee Reese               | Dodgers de Brooklyn                          | 30              | Minnie Miñoso               | White Sox de Chicago                          | 22               |
| 1953  | Bill Bruton                 | Braves de Milwaukee                          | 26              | Minnie Miñoso               | White Sox de Chicago                          | 25               |
| 1954  | Bill Bruton                 | Braves de Milwaukee                          | 34              | Jackie Jensen               | Red Sox de Boston                             | 22               |
| 1955  | Bill Bruton                 | Braves de Milwaukee                          | 25              | Jim Rivera                  | White Sox de Chicago                          | 25               |
| 1956  | Willie Mays                 | Giants de New York                           | 40              | Luis Aparicio               | White Sox de Chicago                          | 21               |
| 1957  | Willie Mays                 | Giants de New York                           | 38              | Luis Aparicio               | White Sox de Chicago                          | 28               |
| 1958  | Willie Mays                 | Giants de San Francisco                      | 31              | Luis Aparicio               | White Sox de Chicago                          | 29               |
| 1959  | Willie Mays                 | Giants de San Francisco                      | 27              | Luis Aparicio               | White Sox de Chicago                          | 56               |
| 1960  | Maury Wills                 | Dodgers de Los Angeles                       | 50              | Luis Aparicio               | White Sox de Chicago                          | 51               |
| 1961  | Maury Wills                 | Dodgers de Los Angeles                       | 35              | Luis Aparicio               | White Sox de Chicago                          | 53               |
| 1962  | Maury Wills                 | Dodgers de Los Angeles                       | 104             | Luis Aparicio               | White Sox de Chicago                          | 31               |
| 1963  | Maury Wills                 | Dodgers de Los Angeles                       | 40              | Luis Aparicio               | White Sox de Chicago                          | 40               |
| 1964  | Maury Wills                 | Dodgers de Los Angeles                       | 53              | Luis Aparicio               | White Sox de Chicago                          | 57               |
| 1965  | Maury Wills                 | Dodgers de Los Angeles                       | 94              | Bret Campaneris             | Athletics de Kansas City                      | 51               |
| 1966  | Lou Brock                   | Cardinals de Saint-Louis                     | 74              | Bret Campaneris             | Athletics de Kansas City                      | 52               |
| 1967  | Lou Brock                   | Cardinals de Saint-Louis                     | 52              | Bret Campaneris             | Athletics de Kansas City                      | 55               |
| 1968  | Lou Brock                   | Cardinals de Saint-Louis                     | 62              | Bret Campaneris             | Athletics d'Oakland                           | 62               |
| 1969  | Lou Brock                   | Cardinals de Saint-Louis                     | 53              | Tommy Harper                | Pilots de Seattle                             | 73               |
| 1970  | Bobby Tolan                 | Reds de Cincinnati                           | 57              | Bret Campaneris             | Athletics d'Oakland                           | 42               |
| 1971  | Lou Brock                   | Cardinals de Saint-Louis                     | 64              | Amos Otis                   | Royals de Kansas City                         | 52               |
| 1972  | Lou Brock                   | Cardinals de Saint-Louis                     | 63              | Bret Campaneris             | Athletics d'Oakland                           | 52               |
| 1973  | Lou Brock                   | Cardinals de Saint-Louis                     | 70              | Tommy Harper                | Red Sox de Boston                             | 54               |
| 1974  | Lou Brock                   | Cardinals de Saint-Louis                     | 118             | Bill North                  | Athletics d'Oakland                           | 54               |
| 1975  | Davey Lopes                 | Dodgers de Los Angeles                       | 77              | Mickey Rivers               | Angels de la Californie                       | 70               |
| 1976  | Davey Lopes                 | Dodgers de Los Angeles                       | 63              | Bill North                  | Athletics d'Oakland                           | 75               |
| 1977  | Frank Taveras               | Pirates de Pittsburgh                        | 70              | Freddie Patek               | Royals de Kansas City                         | 53               |
| 1978  | Omar Moreno                 | Pirates de Pittsburgh                        | 71              | Ron LeFlore                 | Tigers de Detroit                             | 68               |
| 1979  | Omar Moreno                 | Pirates de Pittsburgh                        | 77              | Willie Wilson               | Royals de Kansas City                         | 83               |
| 1980  | Ron LeFlore                 | Expos de Montréal                            | 97              | Rickey Henderson            | Athletics d'Oakland                           | 100              |
| 1981  | Tim Raines                  | Expos de Montréal                            | 71              | Rickey Henderson            | Athletics d'Oakland                           | 56               |
| 1982  | Tim Raines                  | Expos de Montréal                            | 78              | Rickey Henderson            | Athletics d'Oakland                           | 130              |
| 1983  | Tim Raines                  | Expos de Montréal                            | 90              | Rickey Henderson            | Athletics d'Oakland                           | 108              |
| 1984  | Tim Raines                  | Expos de Montréal                            | 75              | Rickey Henderson            | Athletics d'Oakland                           | 66               |
| 1985  | Vince Coleman               | Cardinals de Saint-Louis                     | 110             | Rickey Henderson            | Yankees de New York                           | 80               |
| 1986  | Vince Coleman               | Cardinals de Saint-Louis                     | 107             | Rickey Henderson            | Yankees de New York                           | 87               |
| 1987  | Vince Coleman               | Cardinals de Saint-Louis                     | 109             | Harold Reynolds             | Mariners de Seattle                           | 60               |
| 1988  | Vince Coleman               | Cardinals de Saint-Louis                     | 81              | Rickey Henderson            | Yankees de New York                           | 93               |
| 1989  | Vince Coleman               | Cardinals de Saint-Louis                     | 65              | Rickey Henderson            | Yankees et Athletics                          | 77               |
| 1990  | Vince Coleman               | Cardinals de Saint-Louis                     | 77              | Rickey Henderson            | Athletics d'Oakland                           | 65               |
| 1991  | Marquis Grissom             | Expos de Montréal                            | 76              | Rickey Henderson            | Athletics d'Oakland                           | 58               |
| 1992  | Marquis Grissom             | Expos de Montréal                            | 78              | Kenny Lofton                | Indians de Cleveland                          | 66               |
| 1993  | Chuck Carr                  | Marlins de la Floride                        | 58              | Kenny Lofton                | Indians de Cleveland                          | 70               |
| 1994  | Craig Biggio                | Astros de Houston                            | 39              | Kenny Lofton                | Indians de Cleveland                          | 60               |
| 1995  | Quilvio Veras               | Marlins de la Floride                        | 56              | Kenny Lofton                | Indians de Cleveland                          | 54               |
| 1996  | Eric Young                  | Rockies du Colorado                          | 53              | Kenny Lofton                | Indians de Cleveland                          | 75               |
| 1997  | Tony Womack                 | Pirates de Pittsburgh                        | 60              | Brian Hunter                | Tigers de Detroit                             | 74               |
| 1998  | Tony Womack                 | Pirates de Pittsburgh                        | 58              | Rickey Henderson            | Athletics d'Oakland                           | 66               |
| 1999  | Tony Womack                 | Pirates de Pittsburgh                        | 72              | Brian Hunter                | Tigers et Mariners                            | 44               |
| 2000  | Luis Castillo               | Marlins de la Floride                        | 62              | Johnny Damon                | Royals de Kansas City                         | 46               |
| 2001  | Juan Pierre Jimmy Rollins   | Rockies du Colorado Phillies de Philadelphie | 46              | Ichiro Suzuki               | Mariners de Seattle                           | 56               |
| 2002  | Luis Castillo               | Marlins de la Floride                        | 48              | Alfonso Soriano             | Yankees de New York                           | 41               |
| 2003  | Juan Pierre                 | Marlins de la Floride                        | 65              | Carl Crawford               | Devil Rays de Tampa Bay                       | 55               |
| 2004  | Scott Podsednik             | Brewers de Milwaukee                         | 70              | Carl Crawford               | Devil Rays de Tampa Bay                       | 59               |
| 2005  | José Reyes                  | Mets de New York                             | 60              | Chone Figgins               | Angels de Los Angeles                         | 62               |
| 2006  | José Reyes                  | Mets de New York                             | 64              | Carl Crawford               | Devil Rays de Tampa Bay                       | 58               |
| 2007  | José Reyes                  | Mets de New York                             | 78              | Carl Crawford Brian Roberts | Devil Rays de Tampa Bay Orioles de Baltimore  | 50               |
| 2008  | Willy Taveras               | Rockies du Colorado                          | 68              | Jacoby Ellsbury             | Red Sox de Boston                             | 50               |
| 2009  | Michael Bourn               | Astros de Houston                            | 61              | Jacoby Ellsbury             | Red Sox de Boston                             | 70               |
| 2010  | Michael Bourn               | Astros de Houston                            | 52              | Juan Pierre                 | White Sox de Chicago                          | 68               |
| 2011  | Michael Bourn               | Astros et Braves                             | 61              | Coco Crisp Brett Gardner    | Athletics d'Oakland Yankees de New York       | 49               |
| 2012  | Everth Cabrera              | Padres de San Diego                          | 44              | Mike Trout                  | Angels de Los Angeles                         | 49               |
| 2013  | Eric Young, Jr.             | Rockies et Mets                              | 46              | Jacoby Ellsbury             | Red Sox de Boston                             | 52               |
| 2014  | Dee Gordon                  | Dodgers de Los Angeles                       | 64              | José Altuve                 | Astros de Houston                             | 56               |
| 2015  | Dee Gordon                  | Marlins de Miami                             | 58              | José Altuve                 | Astros de Houston                             | 38               |
| 2016  | Jonathan Villar             | Brewers de Milwaukee                         | 62              | Rajai Davis                 | Indians de Cleveland                          | 43               |
| 2017  | Dee Gordon                  | Marlins de Miami                             | 60              | Whit Merrifield             | Royals de Kansas City                         | 34               |
| 2018  | Trea Turner                 | Nationals de Washington                      | 43              | Whit Merrifield             | Royals de Kansas City                         | 45               |
| 2019  | Ronald Acuña Jr.            | Braves d'Atlanta                             | 37              | Mallex Smith                | Mariners de Seattle                           | 46               |
| 2020  | Trevor Story                | Rockies du Colorado                          | 15              | Adalberto Mondesí           | Royals de Kansas City                         | 24               |

### De 1886 à 1901
La Ligue nationale est créée en 1886. L'autre composante des Ligues majeures est alors l'Association américaine, qui disparaît après la saison de baseball 1891. Il faut attendre 1901 pour voir l'actuelle Ligue américaine joindre les Ligues majeures.
Voir ci-haut pour les détails sur le règlement sur le vol de but à cette époque, règle différant sensiblement de celle en vigueur aujourd'hui.

#### Ligue nationale etAmerican Association
|       | Ligue nationale | Ligue nationale              | Ligue nationale | Association américaine | Association américaine      | Association américaine |
| Année | Joueur          | Équipe                       | Buts volés      | Joueur                 | Équipe                      | Buts volés             |
| ----- | --------------- | ---------------------------- | --------------- | ---------------------- | --------------------------- | ---------------------- |
| 1886  | Ed Andrews      | Quakers de Philadelphie      | 56              | Harry Stovey           | Athletics de Philadelphie   | 68                     |
| 1887  | Monte Hard      | Giants de New York           | 111             | Hugh Nicol             | Red Stockings de Cincinnati | 138                    |
| 1888  | Dummy Hoy       | Nationals de Washington (en) | 82              | Artie Latham           | Browns de Saint-Louis       | 109                    |
| 1889  | Jim Fogarty     | Quakers de Philadelphie      | 99              | Billy Hamilton         | Cowboys de Kansas City      | 111                    |
| 1890  | Billy Hamilton  | Phillies de Philadelphie     | 102             | Tommy McCarthy         | Browns de Saint-Louis       | 83                     |
| 1891  | Billy Hamilton  | Phillies de Philadelphie     | 111             | Tom Brown              | Reds de Boston              | 106                    |

#### Ligue nationale
| Année | Joueur                           | Équipe                                      | Buts volés |
| ----- | -------------------------------- | ------------------------------------------- | ---------- |
| 1892  | Monte Ward                       | Grooms de Brooklyn                          | 88         |
| 1893  | Tom Brown                        | Colonels de Louisville                      | 66         |
| 1894  | Billy Hamilton                   | Phillies de Philadelphie                    | 100        |
| 1895  | Billy Hamilton                   | Phillies de Philadelphie                    | 97         |
| 1896  | Joe Kelley                       | Orioles de Baltimore                        | 87         |
| 1897  | Bill Lange                       | Colts de Chicago                            | 73         |
| 1898  | Ed Delahanty                     | Phillies de Philadelphie                    | 58         |
| 1899  | Jimmy Sheckard                   | Orioles de Baltimore                        | 77         |
| 1900  | Patsy Donovan George Van Haltren | Cardinals de Saint-Louis Giants de New York | 45         |
| 1901  | Honus Wagner                     | Pirates de Pittsburgh                       | 49         |